# Populus xiaozhuanica
Populus xiaozhuanica är en videväxtart som beskrevs av W.Y. Hsu och Liang. Populus xiaozhuanica ingår i släktet popplar, och familjen videväxter. Inga underarter finns listade i Catalogue of Life.